# Palacio de la antigua Unión Militar
El Palazzo dell'Ex Unione Militare es un edificio de Roma situado en la esquina entre Via del Corso y Via Tomacelli en el distrito de Campo Marzio (Municipio Roma I).

## Historia
El edificio fue construido en los años 1900 como sede de la Unione Militare, una empresa especializada en el suministro de uniformes y accesorios para las fuerzas armadas italianas. El grupo Benetton, tras comprar el edificio a Poste Italiane, encargó su restauración al arquitecto Massimiliano Fuksas quien en 2013 montó una "linterna" realizada con grandes láminas de vidrio en el tejado del edificio.
El interior de la linterna se utilizó como sede del reality show de Amazon Prime Video " Celebrity Hunted".